# Aeropuerto Municipal de Renton
Aeropuerto Municipal de Renton (IATA: RNT, OACI: KRNT, FAA LID: RNT)          )    es un aeropuerto de uso público ubicado en Renton, ciudad del condado de King, Washington, Estados Unidos.  El aeropuerto pasó a llamarse Clayton Scott Field en 2005 para celebrar el centenario de Clayton Scott. El límite norte del aeropuerto es el lago Washington y la base de hidroaviones Will Rogers-Wiley Post Memorial . El aeropuerto de Renton tiene un muelle flotante y una rampa de lanzamiento para la conversión de aterrizajes con ruedas a despegues y aterrizajes en el agua.

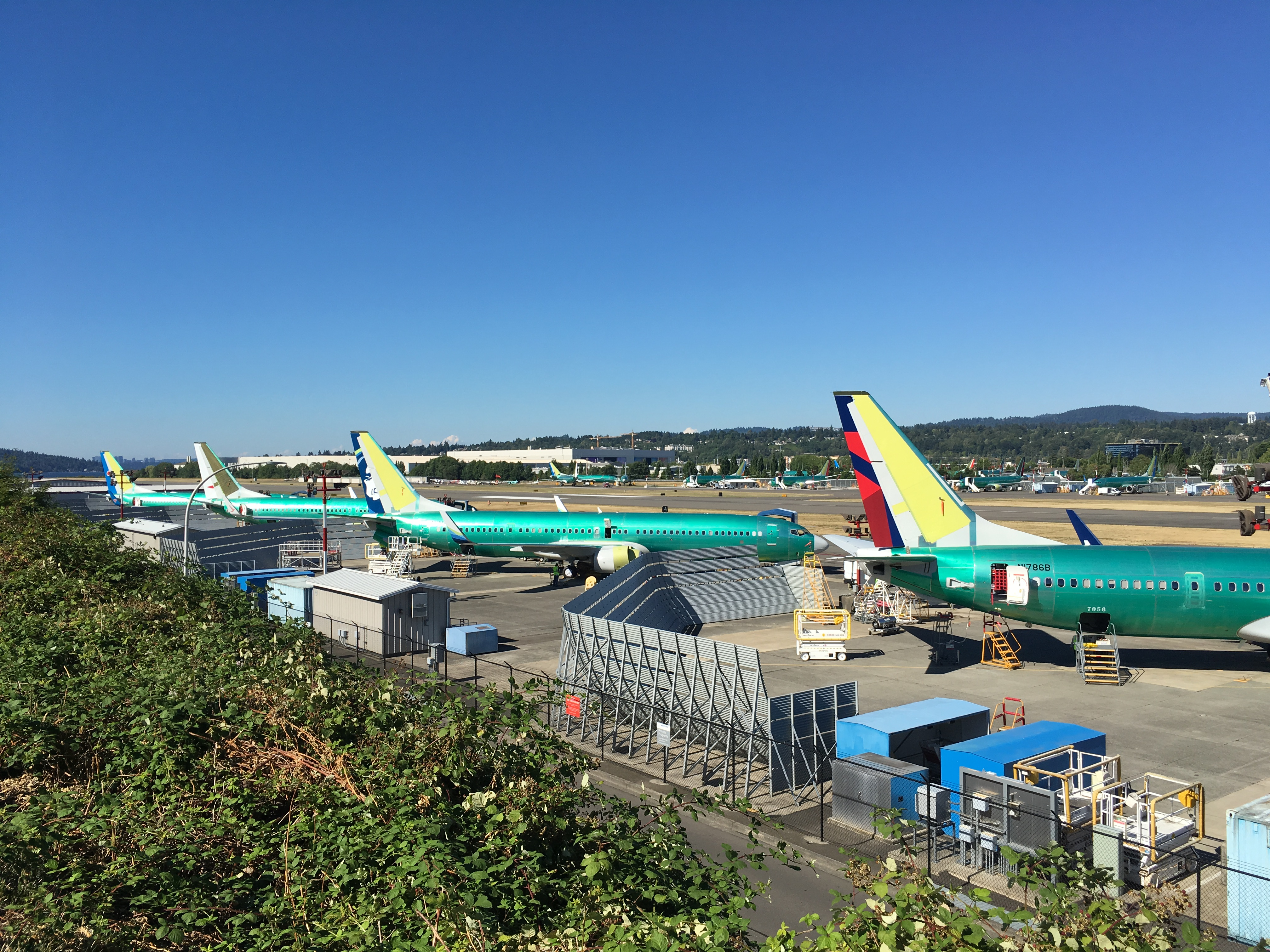
Vista de los nuevos 737 equipados en el lado oeste de Renton.

El aeropuerto de aviación general es propiedad de la ciudad de Renton y presta servicio tanto a la ciudad como a las comunidades cercanas. Ofrece servicios de aviación regional para vuelos chárter, taxis aéreos, vuelos corporativos, de negocios y de ocio. Figura como instalación de relevo regional en el Plan Nacional de Sistemas Aeroportuarios Integrados para 2017-2021 de la Administración Federal de Aviación (FAA).
El aeropuerto está ubicado aproximadamente a 12 millas al sureste del centro de Seattle, cerca del extremo sur del lago Washington. El servicio de Aduanas de EE. UU. está disponible tanto para hidroaviones como para aviones de ruedas que llegan por agua o por tierra.
El aeropuerto de Renton se encuentra junto a la fábrica de Boeing Renton que fabrica 737 y anteriormente 757, y es el punto de partida inicial de los aviones producidos en esa instalación.

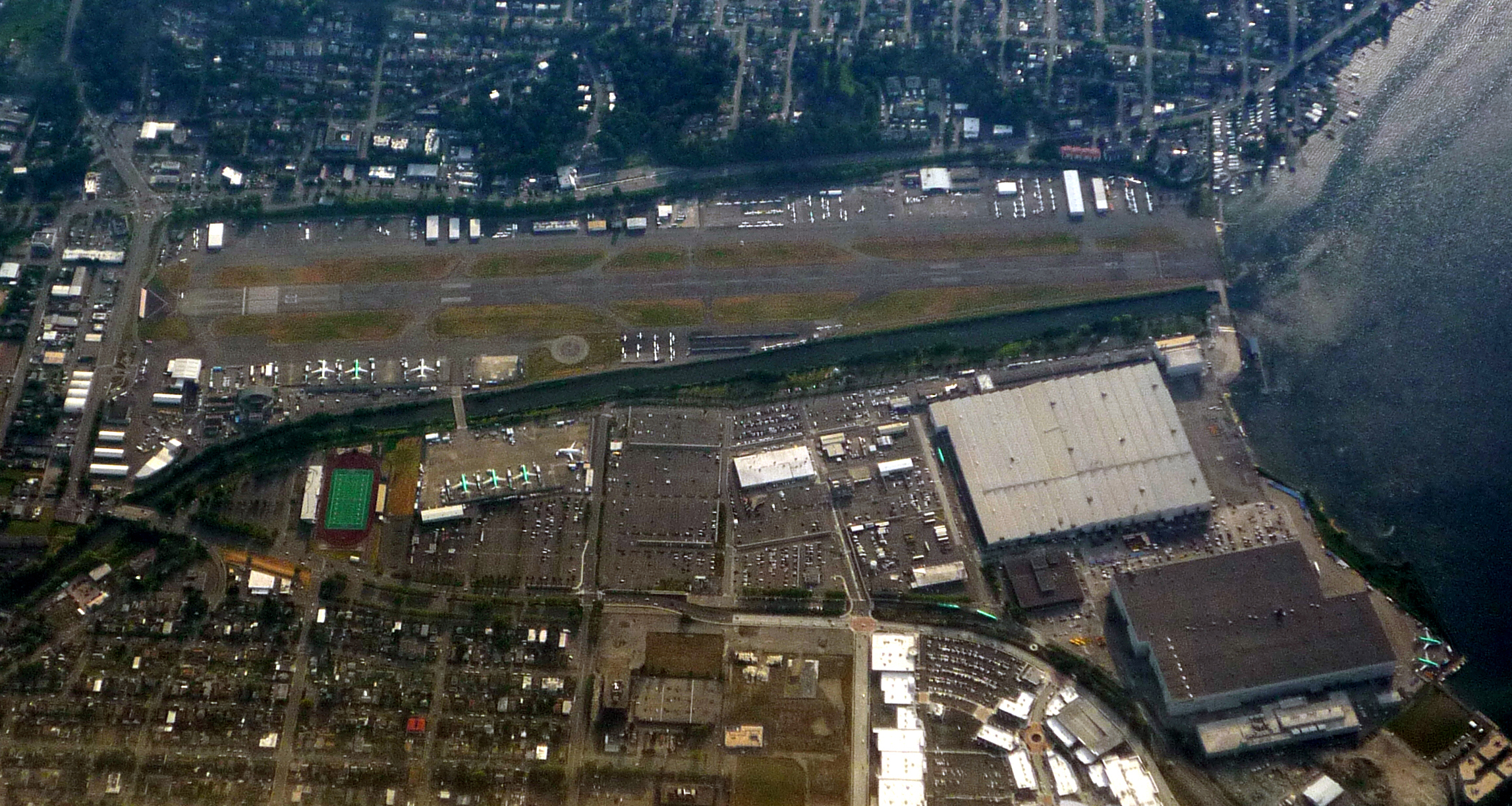
Vista aérea que muestra el aeropuerto y la fábrica Boeing Renton adyacente (estructuras grandes)

## Instalaciones y aeronaves
El Aeropuerto Municipal de Renton cubre un área de 170 acres (68,8 ha)    a una altura de 32 pies (9,8 m) sobre el nivel medio del mar. Tiene una pista designada 16/34 con una superficie de asfalto y concreto que mide 5382 x 200 pies (1640,4 x 61,0 m)  La pista se repavimentó y realineó en agosto de 2009; antes de este tiempo, fue designado 15/33.
En 2016, el aeropuerto registró 122 908 operaciones de aeronaves, una media de 337 al día, de las cuales el 98 % correspondieron a aviación general, el 1 % a aerotaxi, el 1 % a vuelos comerciales regulares y el 1 % a vuelos militares. Este aeropuerto tenía 337 aeronaves con base en julio de 2017: 243 monomotores, 13 multimotores, 4 reactores y 8 helicópteros. 

## Accidentes e incidentes
- Accidente aéreo de Mutiny Bay en 2022 : el 4 de septiembre de 2022, un avión flotante DHC-3 Otter de Friday Harbor Seaplanes operado por Northwest Seaplanes[6] en un vuelo desde la base de hidroaviones de Friday Harbor al aeropuerto municipal de Renton[7] se estrelló en Mutiny Bay Washington, según la Guardia Costera de los Estados Unidos. Se encontró un cuerpo; otros nueve están desaparecidos.[8]  El 5 de septiembre se suspendió la búsqueda de desaparecidos.